# جون ليستير ميلر
جون ليستير ميلر (بالإنجليزية: John Lester Miller)‏ هو قاضي ومحامي أمريكي، ولد في 24 مارس 1901، وتوفي في 20 يوليو 1978.